# Zhaigeta
Zhaigeta (kinesiska: 寨圪塔, 寨圪塔乡) är en socken i Kina. Den ligger i provinsen Shanxi, i den norra delen av landet, omkring 220 kilometer söder om provinshuvudstaden Taiyuan. Antalet invånare är 4 732. Befolkningen består av 2 304 kvinnor och 2 428 män. Barn under 15 år utgör 18,0 %, vuxna 15-64 år 1 553 %, och äldre över 65 år 7,0 %.
Genomsnittlig årsnederbörd är 709 millimeter. Den regnigaste månaden är juli, med i genomsnitt 221 mm nederbörd, och den torraste är december, med 3 mm nederbörd.